# Categoría Primera A
Categoría Primera A je nejvyšší profesionální fotbalová liga v Kolumbii. Ligu řídí División Mayor del Fútbol Profesional Colombiano, známá jako DIMAYOR. V roce 1990 byla soutěž přejmenována na Copa Mustang. Roku 2010 se sponzorem soutěže na dalších pět let stal výrobce nealkoholických výrobků Postobón, který dal soutěži jméno Liga Postobón. V roce 2015 změnil název sponzora na Liga Aguila
, v odkazu na sponzora piva kolumbijské reprezentace. Od roku 2020 nese název šampionátu název Liga BetPlay Dimayor.
Soutěže se účastní 20 týmů, které hrají systémem každý s každým v jarní a podzimní soutěži. Nejhorší týmy vždy střídají postupující celky z nižší soutěže, Categoría Primera B. Nejúspěšnějším klubem je Atlético Nacional se 17 tituly (k roku 2022).

## Historie

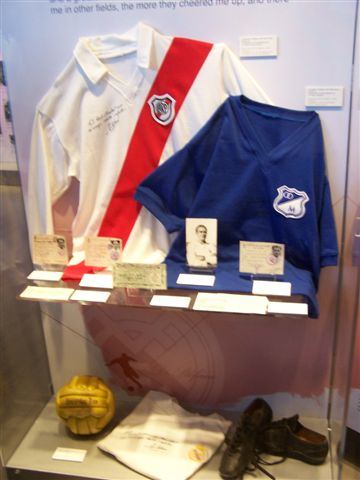
Vedle bílého dresu River Plate visí v síni slávy Realu i modrý dres Millonarios FC, který Alfredo di Stéfano nosil v éře El Dorado – zlaté éře Categorie Primera.

DIMAYOR byla založena v roce 1948 v Barranquille proto, aby oficiálně organizovala fotbalové soutěže. Kvůli sporu s národním fotbalovým svazem byla liga prohlášena mezinárodní federací FIFA za odtrženou, její účastníci byli vyloučeni z mezinárodních soutěží a potrestána byla také kolumbijská fotbalová reprezentace. Sankce se ale ligy nedotkla. Kvůli stávce v argentinském fotbale podepsali tamní nejlepší fotbalisté smlouvy v Kolumbii. Této éře se říkalo El Dorado a trvala do roku 1953, kdy Alfredo di Stéfano odešel do španělského velkoklubu Real Madrid.

## Formát

### Sezóna
V průběhu jedné půlsezóny, která trvá osmnáct kol, hraje každý tým proti každému jednou a navíc další zápas proti místnímu rivalovi. Za vítězství se do tabulky zapisují tři body, za remízu bod. Nejlepší čtyři týmy postupují do play off.

### Finále
Finále se hraje na dva zápasy, mistrem se stává tým, který má lepší skóre z obou zápasů. Pokud je po odvetě skóre vyrovnané, následuje okamžitě penaltový rozstřel. Pravidlo o počtu branek vstřelených na hřišti soupeře se nepoužívá.

### Kontroverze
Současný hrací systém soutěže byl ustaven v roce 1999, přičemž předchozí systémy se měnily a byly velmi složité. Sezóna 1996-1997 například trvala celých 18 měsíců od července 1996 do prosince 1997. Nový systém byl zaveden k tomu, aby bylo dosaženo větší atraktivnosti, někteří významní kolumbijští trenéři ho ale kritizovali. Již několikrát se stalo, že tým, který vedl po většinu základní části, vůbec nehrál ani ve finále.

## Mistři
(Aktuální do 2023–II)
| Klub                   | Mistrovské tituly | Roky |
| ---------------------- | ----------------- | --- |
| Atlético Nacional      | 17                | 1954, 1973, 1976, 1981, 1991, 1994, 1999, 2005–I, 2007–I, 2007–II, 2011–I, 2013–I, 2013–II, 2014–I, 2015–II, 2017–I, 2022–I |
| Millonarios            | 16                | 1949, 1951, 1952, 1953, 1959, 1961, 1962, 1963, 1964, 1972, 1978, 1987, 1988, 2012–II, 2017–II, 2023–I                      |
| América de Cali        | 15                | 1979, 1982, 1983, 1984, 1985, 1986, 1990, 1992, 1996–97, 2000, 2001, 2002–I, 2008–II, 2019–II, 2020                         |
| Deportivo Cali         | 10                | 1965, 1967, 1969, 1970, 1974, 1995–96, 1998, 2005–II, 2015–I, 2021–II                                                       |
| Junior                 | 9                 | 1977, 1980, 1993, 1995, 2004–II, 2010–I, 2011–II, 2018–II, 2019–I                                                           |
| Independiente Santa Fe | 9                 | 1948, 1958, 1960, 1966, 1971, 1975, 2012–I, 2014–II, 2016–II                                                                |
| Independiente Medellín | 6                 | 1955, 1957, 2002–II, 2004–I, 2009–II, 2016–I                                                                                |
| Once Caldas            | 4                 | 1950, 2003–I, 2009–I, 2010–II                                                                                               |
| Deportes Tolima        | 3                 | 2003–II, 2018–I, 2021–I |
| Deportivo Pasto        | 1                 | 2006–I |
| Deportes Quindío       | 1                 | 1956 |
| Cúcuta Deportivo       | 1                 | 2006–II |
| Boyacá Chicó           | 1                 | 2008–I |
| Unión Magdalena        | 1                 | 1968 |
| Deportivo Pereira      | 1                 | 2022–II |

Zdroj: RSSSF

## Televize
Práva na vysílání přenosů z ligy vlastní od roku 2006 na pětileté období televize Telmex.